# Stenopogon minos
Stenopogon minos är en tvåvingeart som först beskrevs av Osten Sacken 1887.  Stenopogon minos ingår i släktet Stenopogon och familjen rovflugor. Inga underarter finns listade i Catalogue of Life.